# Ім'я, яке носиш (фільм, 2015)
«Ім’я, яке носиш» (англ. The Name You Carry,фр. Le nom que tu portes)  — канадський короткометражний драматичний фільм, знятий Ерве Дюмером. Світова прем'єра стрічки відбулась   на кінофестивалі в Клермон-Феррані..

## Сюжет
Власа підозрюють у побитті однокласника. Сашу викликають в школу, щоб він забрав свого сина. На шляху до роботи у відвертій розмові з’ясовується, що Власа спровокувало на цей нетиповий для нього вчинок. Батько й син знаходять шлях до взаєморозуміння.

## У ролях
- Влас Самар
- Саша Самар
- Григорій Гладій

## Нагороди
- Спеціальна відзнака журі 46-го Кінофестивалю в Далласі, США (2016)